# Протопоповы
Протопопо́вы — русский дворянский род.
В Гербовник внесены три фамилии Протопоповых:
1. Потомство Галцескаго, в крещении Александр, выехавшего в Россию из Немец к великому князю Василию Ивановичу (Герб. Часть VII. № 22) и пожалованного вотчинами, у которого был сын Станислав, которые позже по соизволению великих государей стали называться Александровыми-Протопоповыми.
2. Потомство дьяка Ивана Феофановича, за которым состояло поместье в 1676 г. (Герб. Часть VII. № 125).
3. Потомки Ивана Протопопова, записанного в 1686 году в Бархатной книге и жалованного поместьем. (Герб. Часть VI. № 123)[1][2].

Опричником Ивана Грозного являлся Олег Протопопов (1573).
При подаче документов (1686) для внесения рода в Бархатную книгу, была предоставлена родословная роспись Протопоповых.
Равным образом и многие другие этого рода Протопоповы служили Российскому Престолу дворянскими службами в разных чинах и владели деревнями. Всё это доказывается справками Разрядного Архива и выписками из Писцовых книг, означенными в копиях с определения Курского Дворянского Собрания.

## Описание гербов

#### Герб. Часть VI. № 123.
Щит разделённый горизонтально на двое, в верхней пространной половине, разрезанной диагонально на четыре части, в чёрном поле изображены золотой крест и под ним того же металла дворянская корона. В правой и левой частях в золотом поле, видно по одному чёрному орлиному крылу, которые исходят из бока щита.
Щит увенчан дворянским шлемом и короной. Намёт на щите красный, подложенный золотом.
— Лист 123 6-го тома «Общего Гербовника дворянских родов Всероссийской Империи»

#### Герб. Часть VII. № 22.
Герб потомства выехавшего в Россию из немцев Галцеского, в крещении Александр: в щите, разделённом перпендикулярно надвое, в правой половине в голубом поле изображена восьмиугольная серебряная звезда и под ней в красном поле золотой полумесяц рогами вверх (польский герб Лелива), а в левой в серебряном поле виден до половины вылетающий чёрный орёл в золотой на голове короне, имеющий в лапе меч. Щит увенчан дворянским шлемом, над которым видны в латах две руки, вниз из дворянской короны, держащие по одному мечу, а на поверхности короны означены три страусовые пера. Намёт на щите голубой и красный, подложенный золотом. Щитодержатели: два льва.
Протопоповы ОГ VII, 22;
Исходя из сказаний старинных родословцев, род взял начало от выехавшего «из немец» в Россию Галцеского, крестившегося под именем Александра. Его потомки, по произволению великих государей, стали зваться Александровыми-Протопоповыми. Можайские дети боярские Юрий и Иван Ивановичи Протопоповы записаны в «Тысячной Книге» лучших дворян и детей боярских (1550). Елизарий Юрьевич был воеводой плавной судовой рати и убит был под Кесью в 1577 году; сын его Василий Елизарович был воеводой в Брянске (1616). Пётр Иванович Протопопов составил писцовые книги Гороховецкого, Балахнинского и Юрьевского уездов (1675), а потом Изборского уезда и 12 псковских пригородов.

#### Герб. Часть VII. № 125.
Герб потомства дьяка Ивана Феофановича Протопопова: щит разделён горизонтально на две половины, из которых в верхней в голубом поле крестообразно положены золотые ключ, меч и серебряная стрела. В нижней половине в правом, серебряном поле, находится лев, стоящий на задних лапах, обращённый в правую сторону, а в левом, золотом поле - улей. Щит увенчан дворянским шлемом и короной. Намёт на щите голубой, подложенный золотом.

#### Герб. Часть XXI. № 45.
Герб Протопоповых: в червлёном (красном) щите золотое стропило, обременённое тремя небольшими крестами и сопровождаемое внизу серебряным с золотой рукояткой мечом, острием вверх. Щит увенчан дворянским коронованным шлемом. Нашлемник: три страусовых пера, из коих среднее - золотое, а крайние червлёные. Намёт: червлёный, подложенный золотом.

#### Герб. Часть XIX. № 94.
Герб потомства капитана Михаила Евграфовича Протопопова: щит поделён вертикально. В правой половине, шахматное деление чёрного с серебром. В левой красной половине, серебряный с золотой рукоятью меч, вертикально, остриём вверх. Над щитом дворянский коронованный шлем. Нашлемник - чёрный дракон, обращённый вправо, с золотым клювом и красными крыльями, оконечностью хвоста, глазами и языком. Намёт справа чёрный с серебром, слева красный с серебром.

## Некоторые представители
- Протопопов Василий Елизарович — воевода в Брянске (1616—1617).
- Протопопов Никифор — воевода в Устьянских волостях (1616).
- Протопопов Никифор Дмитриевич — звенигородский городовой дворянин (1627—1629). воевода в Сапожке (1625—1626), в Боровске (1627—1628).
- Протопопов Василий Иванович — суздальский городовой дворянин (1627—1629).
- Протопопов Иван Елизарович — московский дворянин (1627—1668).
- Протопоповы: Михей и Ананий Максимовичи — стряпчие (1627—1636), московские дворяне (1636—1640).
- Протопопов Григорий — дьяк, (1629—1658), воевода в Тобольске (1635—1639) (ум. 1663).
- Протопопов Пётр Иванович — стряпчий (1640—1668), московский дворянин (1671—1677).
- Протопопов Дмитрий — дьяк (1640), воевода в Астрахани (1642—1646), в Пскове (1647—1650), в Казани (1651—1653).
- Протопопов Феофил — подьячий, воевода в Шуе (1645).
- Протопопов Дружина — подьячий, подом дьяк (1658), воевода в Старой-Русе (1650), в Олонце (1659—1663).
- Протопопов Александр Васильевич — московский дворянин (1662—1668).
- Протопопов Иван — дьяк (1668—1677).
- Протопопов Василий Ипполитович — дьяк (1677), воевода в Астрахани (1671—1674), в Терках (1675).
- Протопопов Фёдор Перфильевич — дьяк, воевода в Тобольске (1674—1677).
- Протопоповы: Фёдор, Семён, Тимофей, Максим и Борис — дьяки (1676—1677).
- Протопопов Григорий — дьяк (1668—1677), воевода в Киеве (1677).
- Протопопов Артемий Александрович — стряпчий (1677), московский дворянин (1692).
- Протопопов Василий — воевода в Ирбите (1680).
- Протопопов Пётр — воевода в Чароиде (1680).
- Протопопов Василий Иванович — дьяк (1686—1712).
- Протопопов Лев — дьяк (1676—1677), воевода в Скопине (1689).
- Протопоповы: Лев Борисович, Иван Феофанович, Григорий Михайлович, Лаврентий Тихонович — дьяки (1692—1706).
- Протопопов Алексей Афанасьевич — дьяк (1692), воевода на Двине (1690—1692) (два раза), Тобольске (1692—1698) (два раза).
- Протопопов Никифор Матвеевич — стряпчий (1692).
- Протопоповы: Фёдор Александрович. Роман и Иван Григорьевичи, Иван Гаврилович — московские дворяне (1677—1695).
- Протопоповы: Фёдор Андреевич, Иван Ипполитович, Иван Васильевич, Борис Петрович, Михаил, Василий и Богдан Ивановичи — стольники (1677—1692)[9][10].